# 桑山鉄男

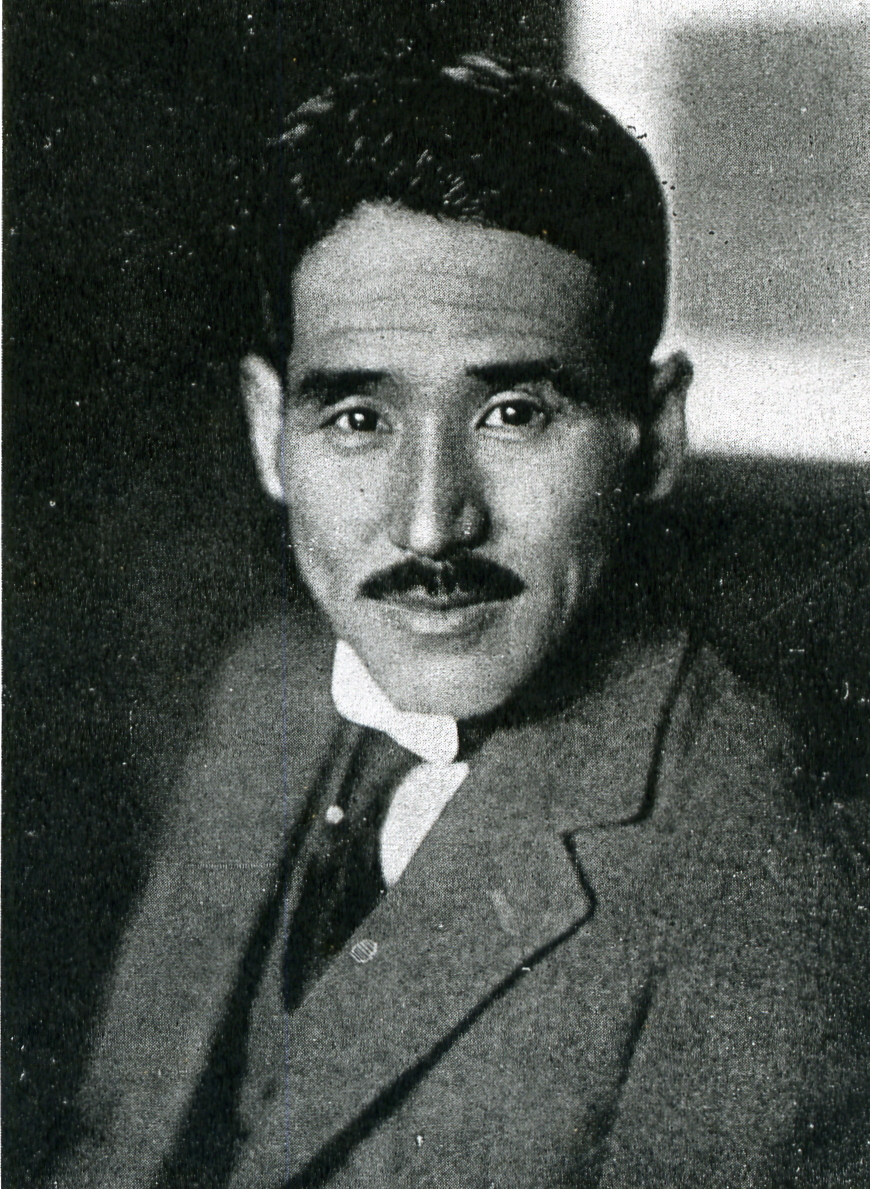
桑山鉄男

桑山 鉄男（くわやま てつお、1881年（明治14年）11月1日 - 1936年（昭和11年）2月20日）は、日本の逓信官僚。貴族院勅選議員。従三位、勲二等。

## 経歴
愛媛県出身。桑山吉輝（大津事件の犯人津田三蔵巡査の上司（大津警察署長））の長男として生まれる。旧制第三高等学校を経て、1906年に東京帝国大学法科大学法律学科（独法）を卒業し、高等文官試験に合格。逓信省に入省し、通信事務官、京都郵便局管理課長、長野逓信管理局長、逓信省参事官、逓信官吏練習所教官、逓信監察官、逓信大臣秘書官などを歴任した。1920年、初代簡易保険局長に就任。1924年6月、逓信次官に就任し、1929年7月まで在任した。次官在任中、新設の逓信省航空局長を兼任し、大礼使参与官を務めた。
退官後、1929年7月1日、貴族院議員に勅選され、死去まで在任した。墓所は多磨霊園。